# Ateret Cohanim
Ateret Cohanim (hébreu: עמותת עטרת כהנים lit., "Couronne des prêtres"), également Ateret Yerushalayim, est une organisation juive israélienne avec une yeshiva située dans le quartier musulman de la vieille ville de Jérusalem. Elle œuvre pour la création d'une majorité juive dans la vieille ville et les quartiers arabes de Jérusalem-Est.

## Histoire
Fondée en 1978 , les activités d'Ateret Cohanim consistent à faciliter la colonisation juive dans la vieille ville et à Jérusalem-Est, par l'acquisition de maisons dans le quartier musulman puis leur location à des sociétés gouvernementales ou à des familles juives. L'association possède de nombreux bâtiments dans la vieille ville, où vivent plus de 80 familles. Certains estiment que 1 000 juifs israéliens vivent dans des maisons qu'Ateret Cohanim a achetées dans la vieille ville depuis 1978,. Une partie significative des fonds utilisés pour acheter des maisons dans la vieille ville a pour origine de riches donateurs, pour la plupart installés aux États-Unis. Ateret Cohanim contrôle d'autres organisations qui ne sont pas enregistrées en Israël, mais dans des paradis fiscal, comme les îles Vierges ou Guernesey,.

## L'achat de terres
Vers l'an 2000, Ateret Cohanim, et d'autres organisations, ont commencé à acquérir des terres dans les quartiers arabes de Jérusalem-Est en dehors de la vieille ville. Ils opèrent notammentdans le village de Silwan et  sur le mont des Oliviers. Dans la vieille ville, la yeshiva était impliquée dans l'achat de propriétés aux Arabes, aux Grecs et aux Arméniens. Ateret Cohanim serait propriétaire de plus de 70 bâtiments dans le quartier musulman. Ses possessions comprendraient leur yeshiva, le bâtiment qui abrite la Yeshiva Shuvu Banim, plusieurs dortoirs, un musée et environ 50 appartements. Certaines propriétés appartenaient à des Juifs qui vivaient dans le quartier musulman avant d'être chassés lors des pogroms en 1929 et 1936. D'autres propriétés appartenaient à l'Église grecque orthodoxe, dans le quartier chrétien, avant un accord contesté impliquant le patriarche Irineos.
Les baux emphytéotiques de 99 ans de l'église orthodoxe grecque du nouvel hôtel impérial et de l'auberge Petra près de la porte de Jaffa et d'un troisième bâtiment du quartier musulman ont été confirmés par la Cour suprême d'Israël en 2019, après 14 ans de procédures juridiques. 
En mai 2015, Ateret Cohanim a récupéré la propriété légale de l'ancienne synagogue yéménite dans le quartier juif du village juif yéménite de Kfar Hashiloach (hébreu: כפר השילוח) dans le quartier de Silwan à Jérusalem,.